# Abdel Halim Ali
Abdel Halim Ali (Giza, 24 de outubro de 1973) é um futebolista profissional egípcio que atua como atacante.

## Carreira
Abdel Halim Ali representou o elenco da Seleção Egípcia de Futebol no Campeonato Africano das Nações de 2006.

## Títulos
Seleção Egípcia
- Campeonato Africano das Nações: 2006